# Бауэр, Генри
Генри Бауэр, также Анри Бауэр (полное имя Адольф Франсуа Генри Бауэр, (фр. Adolphe François Henri Bauër), 17 марта 1851, Париж — 21 октября 1915, Париж) — французский писатель

, литературный критик и журналист. Родной сын Александра Дюма-отца.

## Происхождение
Генрих Бауэр родился 17 марта 1851 года, в доме, расположенном в 10-м парижском округе.

Его появление на свет было связано с внебрачной связью Дюма отца с Анной Бауэр, немкой еврейского происхождения, с которой он познакомился в 1850 году. Дюма так и не признал своего незаконнорождённого сына, несмотря на схожесть их внешностей. Его мать — Анна Бауэр (Anna Bauër) была женой австрийского торгового агента Карла-Антона Бауэра, проживавшего вместе с семьёй в то время в Париже.
После эмиграции Карла-Антона Бауэра в Австралию, ребёнок проживал у своей матери, которая благодаря успешному бизнесу и заботе сумела обеспечить воспитание и образование сына. Отца жизнь сына интересовала в меньшей мере. В последующем Генри снисходительно называл его «большим ребёнком».
Генри обладал энергичным, вспыльчивым, но, в то же время, очень доброжелательным характером. При таком темпераменте и обостренном понятии чести Генри готов был идти вплоть до дуэли со своими оппонентами особенно когда речь заходила о его происхождении. Кроме того, он как и его отец был склонен к безумной трате денег. Достаточно высокого и крупного телосложения с дородной гривой на голове. С возрастом его внешность всё больше напоминала черты отца.
По окончании лицея Луи-ле-Гран Генри делает попытку получить медицинское и юридическое образование, но безуспешно.

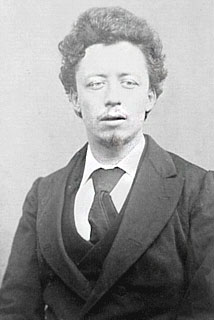
Генри Бауэр. Фотография 1871 года

## Революционер
Он увлекается трудами Прудона и работами других основоположников анархизма и постепенно сближается с революционными кругами Парижа. Генри принимает активное участвует в революционных мероприятиях, посвящённых протесту против режима Наполеона III, за что в итоге и получает несколько месяцев тюрьмы. Однако, обретает свободу в результате революционных событий 4 сентября 1870 года.
В октябре 1870 года после участия в массовых беспорядках, устроенных национальной гвардией, он 31 октября вновь арестовывается и на некоторое время попадает за решётку.
В январе 1871 года он начинает писать для различных революционных газет, в том числе в ежедневную газету «Крик народа», созданную Жюль Валлесом (фр. Jules Vallès). Свои статьи он подписывает как Генри Бауэр. Этот псевдоним он сохранил до конца своей жизни. В своих публикациях, молодой журналист критически воспринимает капитуляцию вооружённых сил Франции и одновременно с этим выступает на стороне рабочего класса. В статье «Молодёжь» от 23 февраля 1871 года он пишет:

«Пред всем этим позором лишь одна сторона остаётся верной своей боевой позиции: это партия рабочих, это партия бедных, это партия будущего. Это должно принадлежать нам, которым сейчас 20 лет.»

После провозглашения Парижской коммуны Генри Бауэр 18 марта 1871 был назначен капитаном национальной гвардии Генерального штаба, а затем 10 мая командиром шестого легиона Федеративного муниципалитета.
Наконец 22 мая он стал начальником Генерального штаба. Он принимал участие в кровопролитных уличных сражениях, в том числе в районе Монпарнас.
После падения Парижской коммуны Генри спешно покинул Париж, однако 21 июня 1871 был арестован в Жуанвиль-ле-Пон {Joinville-le-Pont} и доставляется в Оранжерею Версаля (Orangerie du château de Versailles) где содержались арестованные коммунары. Его положение усугублялось офицерскими документами, найденными при аресте. Его мать подавала прошение о помиловании в апелляционную инстанцию, однако безуспешно. В результате военный совет осуждает его на ссылку и 1 мая 1872 года Генри Бауэр вместе с 300 коммунарами был сослан в Новую Каледонию.

## Ссылка

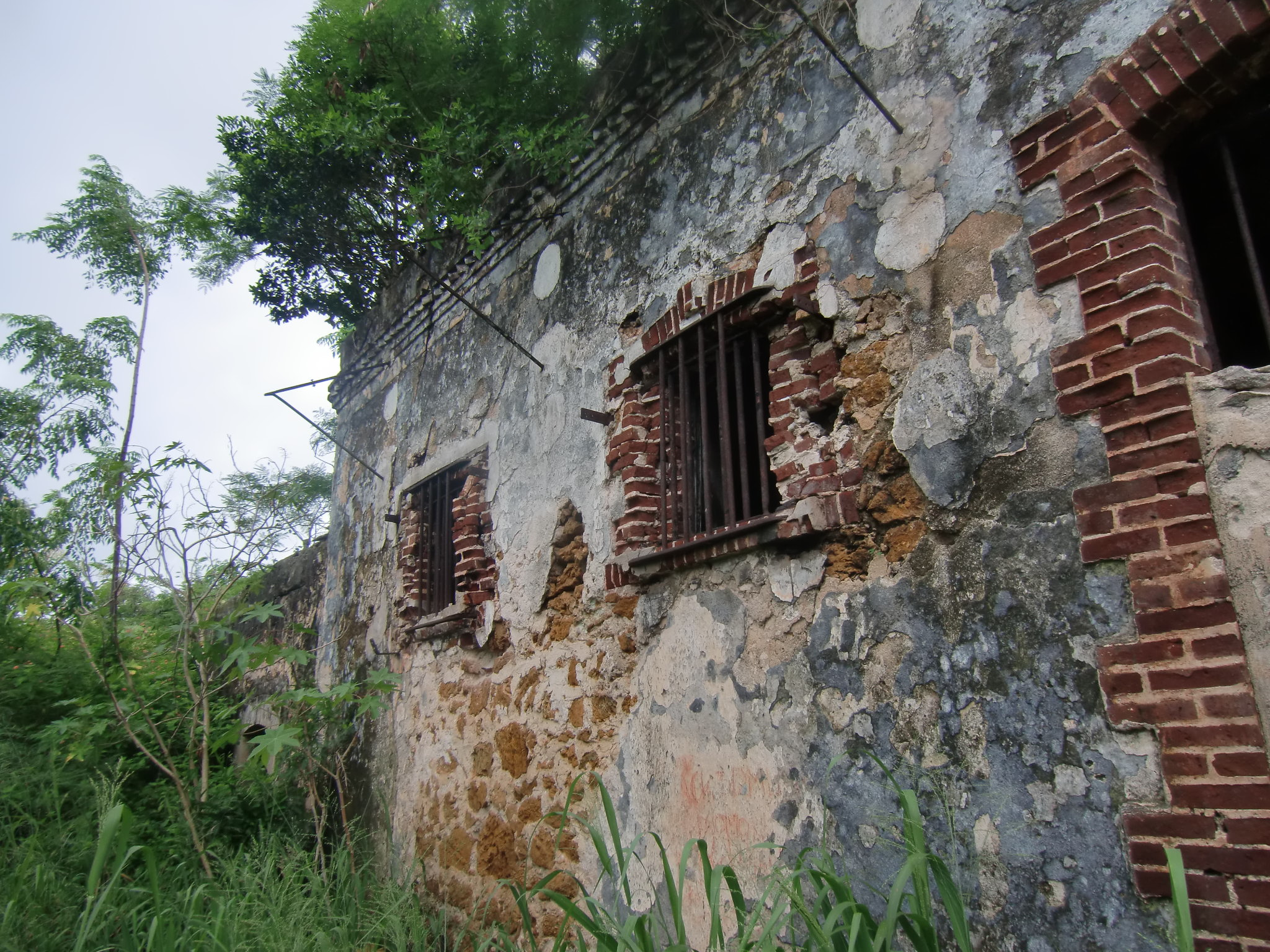
Тюрьма в Новой Каледонии

Строптивый характер Генри проявился даже во время пятимесячного плавания в юго-западную часть Тихого океана. За нарушения порядка и дисциплины он часть времени проводит в судовой камере на хлебе и воде. По прибытии он доставляется в Нумеа (Nouméa) где располагалась французская исправительная колония.
События Парижской коммуны не прошли бесследно и для его матери, которую также заподозрили в поддержке коммунаров. В результате ей пришлось покинуть Францию и переехать в Швейцарию в Лозанну и Женеву, откуда она регулярно посылала деньги своему сыну.
В своих письмах сыну Анна Бауэр высказывает желание приехать навестить его. Несмотря на протесты сына, она в начале 1875 года приезжает в Новую Каледонию, арендует дом в Нумеа в котором и проживёт 15 месяцев.
Находясь в Новой Каледонии Генри возобновляет журналистскую деятельность. Он пишет статьи в местную газету. Со своим новым другом [Louise Michel] организует ряд культурных мероприятий, в том числе вечера живой музыки.
В Новой Каледонии Генрихом Бауэром была написана его пьеса «Месть Гаэтана» («La Revanche de Gaëtan»), выпущенная в свет в Нумеа в 1879 году.
Мать в течение всего этого времени продолжает хлопотать о помиловании сына. Она сопровождает свои просьбы рекомендациями письмами Жюля Фавра, Эдуара Локруа и Виктора Гюго. В результате в апреле 1879 года новый Президент Франции Жюль Греви подписывает документы о помиловании и Генри Бауэра 19 июля 1879 года возвращается во Францию.

## Театральный критик

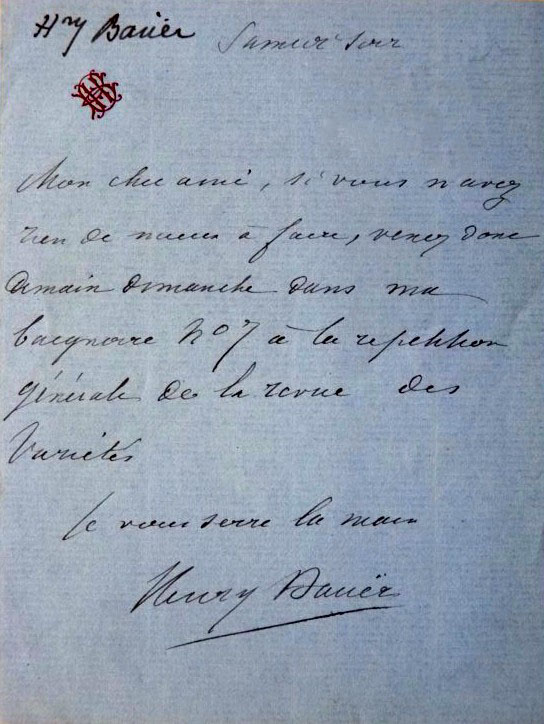
Рукописное письмо Генри Бауэра. Приглашение на репетицию спектакля

24 марта в возрасте 29 лет Генри Бауэр вопреки желанию матери женится на Полине Лемирие, которая была на 13 лет младше его. В числе свидетелей на свадьбе присутствовал известный коммунар Луи Бланк. Летом этого же года молодая супружеская пара отправляется в Германию в баварский город Байрейт на ежегодный Байрёйтский фестиваль, посвящённый музыкальным драмам Рихарда Вагнера и основанному самим композитором. Генри являлся страстным поклонником его творчества и в последующем посвятил ему ряд своих статей.
В 1882, рождается Шарль, первый ребёнок, а через четыре года в 1888 году, его второй сын — Жерар, в последующем известный журналист.
Между этими двумя событиями Генри теряет свою мать, умершую в 1884 году.
По прибытии на родину Генри Бауэр вновь возвращается к журналистской деятельность и с 1881 года пишет для статьи для журнала Пробуждение (le Réveil). Примечательно, что с этим же журналом сотрудничал Альфонс Доде. Статьи молодого журналиста привлекли внимание известного писателя и он счёл возможным сделать его своим преемником. С этого момента Генри отвечал за театральную критику, что вполне совпадало с его творческими устремлениями. Кроме того посещение театральных постановок гармонично вписалось в образ жизни самого Генри.
12 марта 1884 году бывший редактор Пробуждения Valentin Simond основывает газету «Эхо Парижа» (l'Écho de Paris) консервативно-патриотической направленности. Он приглашает к себе на работу Генри Бауэра. С этого момента он регулярно публикует первую колонку критического материала о крупных парижских театрах, а также раз в две недели пишет критический обзор парижской литературной жизни.
В своих работах Бауэр выступает защитником эстетики натурализма в европейском театре. Он яростно защищает Андре́ Антуана крупнейшего представителя театрального натурализма, создателя и руководителя Théâtre-Libre и Театра Антуана. В своих критических статья он затронул творчество практически всех значимых писателей того времени. Особое внимание он уделял писателям северных стран, выражаясь языком Генри — «людей севера»: Генрика Ибсена, Льва Толстого, Августа Стриндберга, Оскар Уайльда, разделял взгляды и способствовал становлению Октава Мирбо. Не остались незамеченными события, связанные с делом Дрейфуса.
К этому периоду жизни Генри Бауэра относится его пылкая любовь к Саре Бернар, длившейся семь лет и которой он посвятил несколько восторженных статей.
Генри Бауэр с сочувствием отнёсся к армянскому народу после погромов, произошедших в Константинополе. Полученное от своего друга Аржака Чопаняна письмо, посвящённое этой теме, он опубликовал со своими комментариями 14 сентября 1895 года в газете «Эхо Парижа».
Сотрудничество с «Эхом Парижа» не помешало Бауэру опубликовать серию своих собственных книг. Впрочем «Роман актрисы» (1889) и сборник рассказов «О жизни и мечте» (1896) (De la vie et du rêve) не имели особого успеха, в то время как «Мемуары молодого человека», роман, претендующий на автобиографичность заметили даже за пределами Франции.
Литературную карьеру Генри Бауэра можно было считать успешной. Его слово имело силу закона, особенно в среде артистов.
Все это отразилось и на его материальном положении. Его семья жила в доме на Ле-Везине (Vésinet), он даже мог позволить себе ещё один дом в Bretagne, в дополнение к парижской квартире. Тем не менее, его наследственное мотовство, постоянная трата денег на различные театральные проекты постепенно привело к упадку его финансового положения к окончанию его деятельности в «Эхо Парижа».

## Последние годы жизни
Активная позиция Бауэра в деле Дрейфуса шла вразрез с политической линии «Эхо Парижа», чья ориентация к тому времени была уже достаточно консервативной. Напряжённость увеличилась с конфликтом вокруг пьесы Альфреда Жарри «Король Убю», опубликованной 25 апреля 1896 года.
Бауэр окончательно покинул газету в 1898 году, чтобы писать театральные отзывы о театре, для социалистической газеты «La Petite République».
К этому периоду творчества относятся несколько его собственных литературных работ. В 1902 году он публикует хроники «Идея и реальность», в 1900 году пишет комедию «Любовница», печатное издание которой вышло в 1903 году. Её постановка была осуществлена в театре Théâtre du Vaudeville. Однако состоялось всего 12 спектаклей, после чего она была изъята из репертуара театра.
В 1915 году, Бауэр заболел и отправился в Эвиан на Женевском озере, чтобы восстановить здоровье, но его состояние стремительно ухудшалось. Вскоре его сын Жерар привёз Генри в парижскую больницу, где тот умер в возрасте 64 лет.
Его похороны состоялись на кладбище Père-Lachaise семейной крипте Chatou. В 1963 году по желанию Жерара Бауэра его прах был перенесён на кладбище Cimetière de Charonne, где был установлен надгробный камень.

## Основные работы
- La Revanche de Gaëtan, Nouméa, Locamus, 1879.
- Une comédienne. Scènes de la vie de théâtre, Paris, Charpentier, 1889. lire en ligne sur Gallica
- Mémoires d’un jeune homme, Paris, Charpentier, 1895. lire en ligne sur Internet Archive
- De la vie et du rêve, Paris, H. Simonis Empis, 1896.
- Idée et réalité, Paris, H. Simonis Empis, 1899.
- Sa maîtresse. Comédie en 4 actes, Paris, Stock, 1903.
- Chez les bourgeois. Comédie en 4 actes, Paris, Stock, 1909.